# Coyote (Nuevo México)
Coyote es un lugar designado por el censo ubicado en el condado de Río Arriba en el estado estadounidense de Nuevo México. En el Censo de 2010 tenía una población de 128 habitantes y una densidad poblacional de 11,89 personas por km².

## Geografía
Coyote se encuentra ubicado en las coordenadas 36°9′3″N 106°36′27″O / 36.15083, -106.60750. Según la Oficina del Censo de los Estados Unidos, Coyote tiene una superficie total de 10.77 km², de la cual 10.76 km² corresponden a tierra firme y (0.07%) 0.01 km² es agua.

## Demografía
Según el censo de 2010, había 128 personas residiendo en Coyote. La densidad de población era de 11,89 hab./km². De los 128 habitantes, Coyote estaba compuesto por el 71.88% blancos, el 0% eran afroamericanos, el 1.56% eran amerindios, el 0% eran asiáticos, el 0% eran isleños del Pacífico, el 21.09% eran de otras razas y el 5.47% pertenecían a dos o más razas. Del total de la población el 96.09% eran hispanos o latinos de cualquier raza.